# 僭伪封建制
僭伪封建制（Bastard feudalism）是19世纪历史学家创造的一种术语，用以描述中世纪晚期封建制度在英格兰的特有形式。其显著特征是中产阶级人物通过提供军事、政治、法律或家务服务，以换取金钱、官职或影响力。因此，乡绅阶层逐渐开始将自己视为所效忠领主的属下，而非国王的臣属。个人被称为“家臣”（retainer），整体则常被称为领主的“随从团”或“亲随集团”（affinity）。